# شتاينهاوس
شتاينهاوس (بالألمانية: Steinhaus) هي بلدية في منطقة ويلس لاند في ولاية النمسا العليا.